# Cygnus (zoologia)
Cygnus è un genere di uccelli acquatici Anseriformi della famiglia degli Anatidi, comunemente detti cigni. I cigni sono facilmente riconoscibili, oltre che per le dimensioni, soprattutto per i lunghi colli; hanno portamento elegante e l'aspetto degli esemplari dei due sessi è molto simile, variando visivamente, in modo poco percettibile, solo nelle dimensioni.

## Descrizione
Il cigno è un uccello acquatico di grosse dimensioni, con apertura alare media tra i 155 e 250 cm a seconda della specie - sino a 310 cm registrati in un esemplare della specie trombettiere - corte zampe palmate, caratterizzato da un lungo collo e da un vistoso mutamento fisico tra la nascita e l'età adulta, in cui, oltre all'aumento della lunghezza del collo e della dimensione delle ali, cambiano il colore del piumaggio e del becco piatto.
Generalmente i cigni nascono di piumaggio grigio; vi sono varie specie di cigni che differiscono nei colori, nelle dimensioni e nelle forme definitive che raggiungono nell'età adulta.
Il colore di piumaggio più diffuso tra gli adulti delle varie specie di cigno è il bianco (totale o complementare al nero), essendo bianco e nero gli unici colori del piumaggio dei cigni attualmente noti. Nessun cigno adulto ha il piumaggio totalmente nero: anche il cigno nero presenta del piumaggio bianco nelle ali, ben visibile al dispiegamento delle stesse, ma nascosto quando completamente ripiegate lungo il dorso.

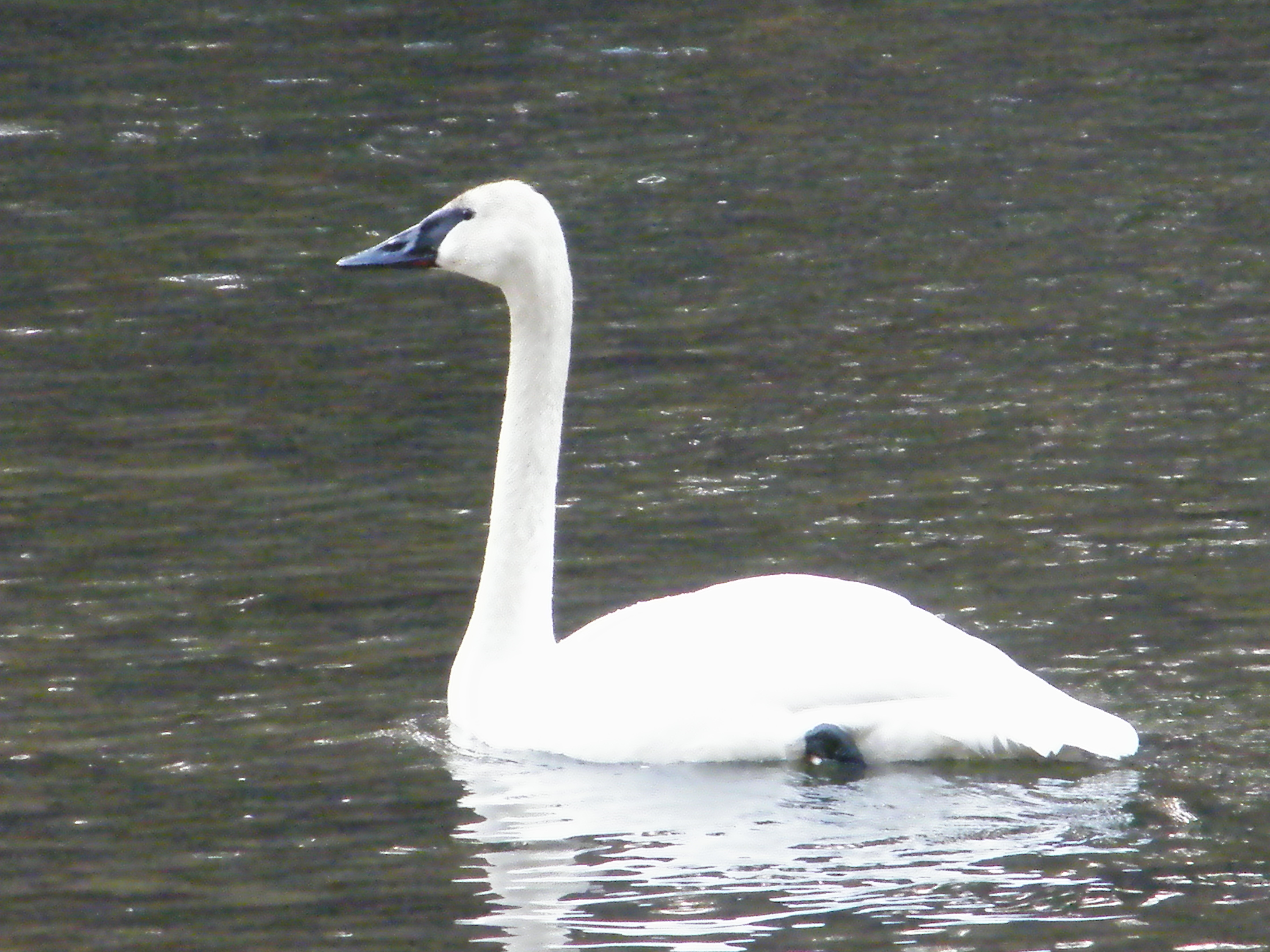
Esemplare di cigno trombettiere

Il cigno trombettiere è l'unico cigno a presentare l'esterno superiore del becco completamente di colore nero in età adulta, mentre alla nascita è invece rosa. Di colore completamente nero potrebbe sembrare anche la parte superiore del becco di alcuni cigni minori adulti, come il cigno fischiatore, ma questi in realtà presentano una piccola parte di giallo vicino agli occhi. Gli altri cigni adulti presentano la parte superiore del becco (compreso un eventuale rigonfiamento) con disegni e colori frammisti, a seconda della specie, tra rosso, arancione, giallo, rosa, bianco, grigio e nero.
Il colore delle zampe varia a seconda della specie, dal nero scuro o grigio, fino al rosa.
La specie con apertura alare mediamente maggiore è il cigno trombettiere del Nord America, seguito dal cigno reale euroasiatico che a sua volta gli risulta mediamente superiore in massa corporea.

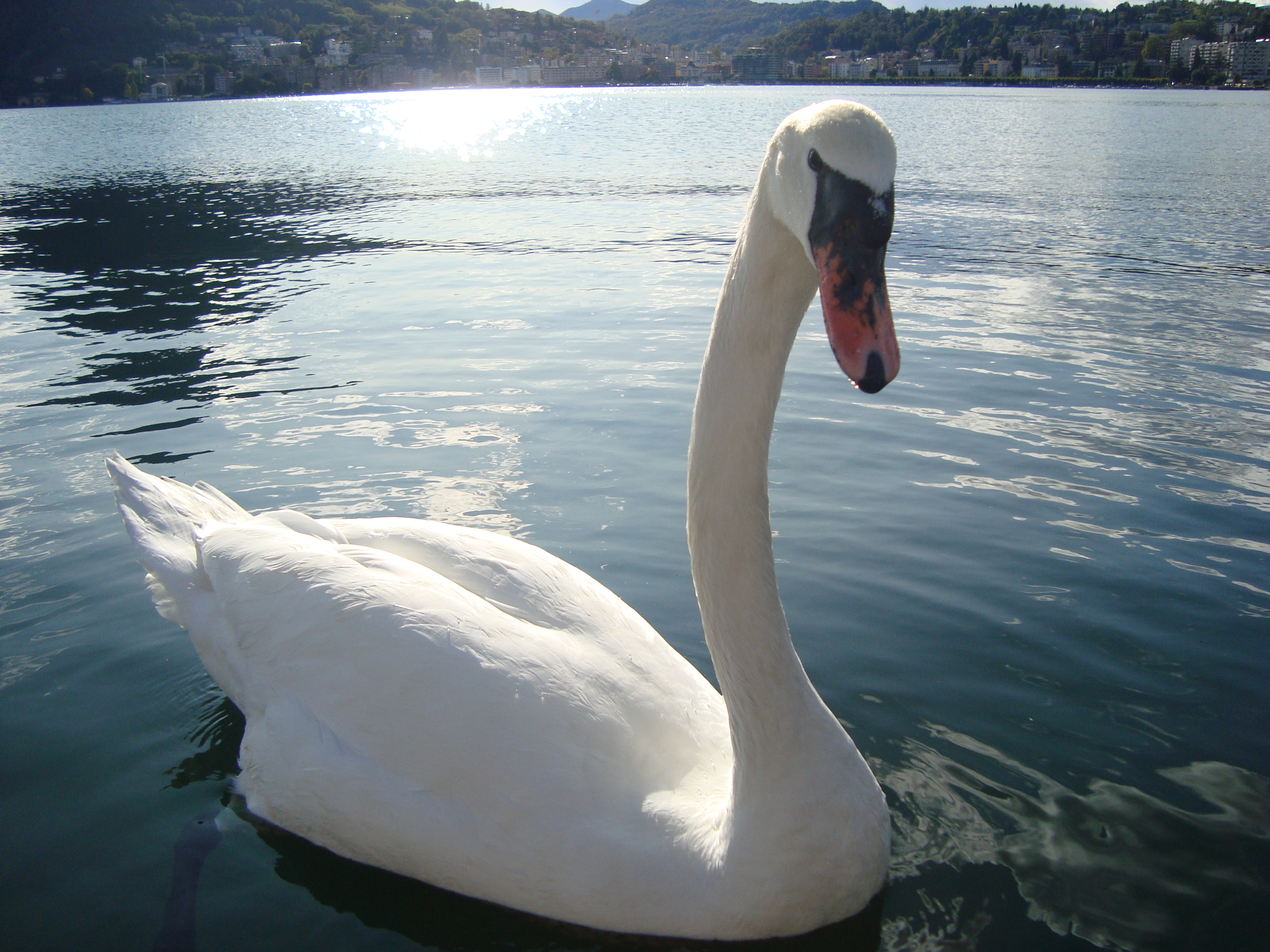
Esemplare di Cigno reale

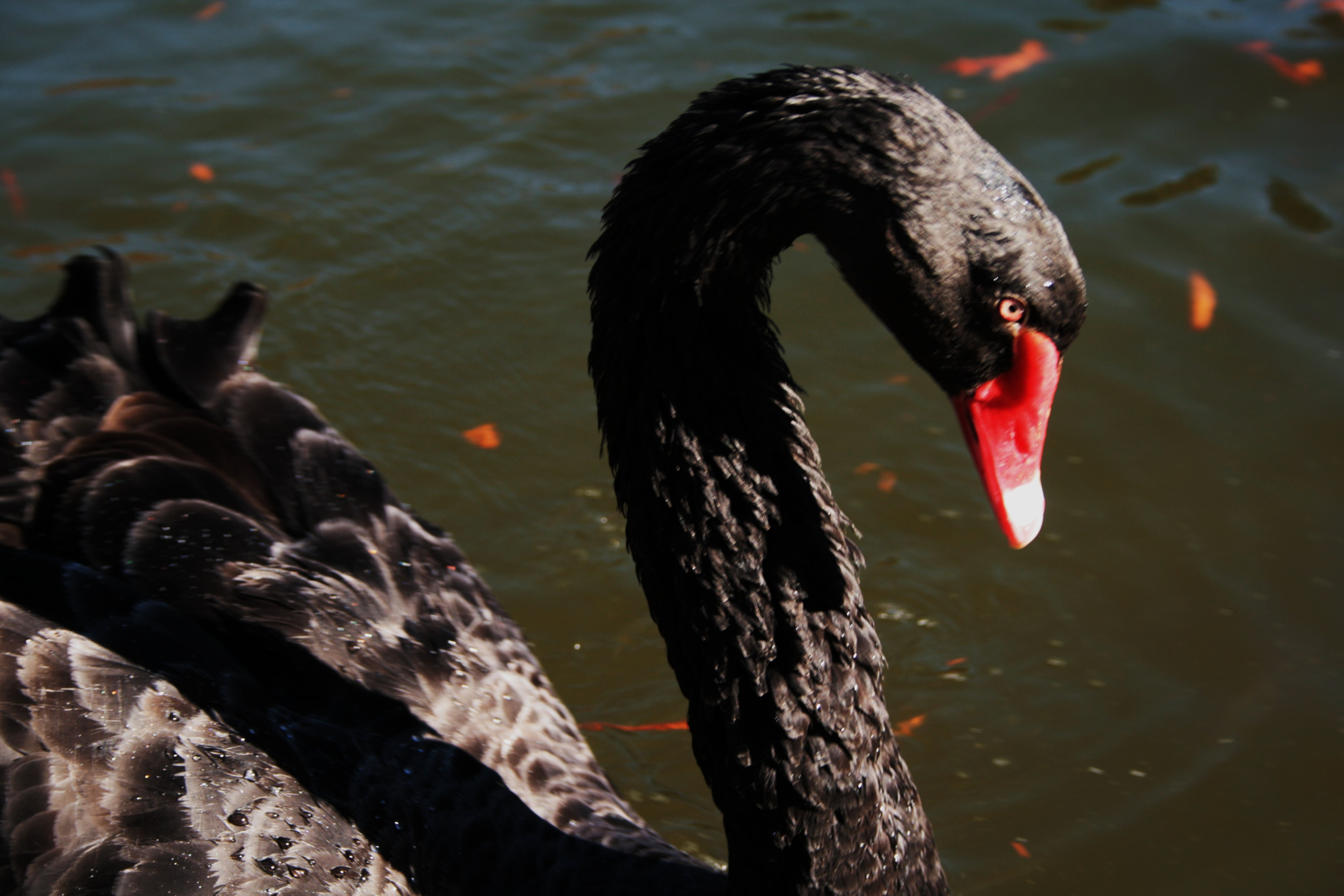
Esemplare di Cigno nero

## Biologia

### Riproduzione

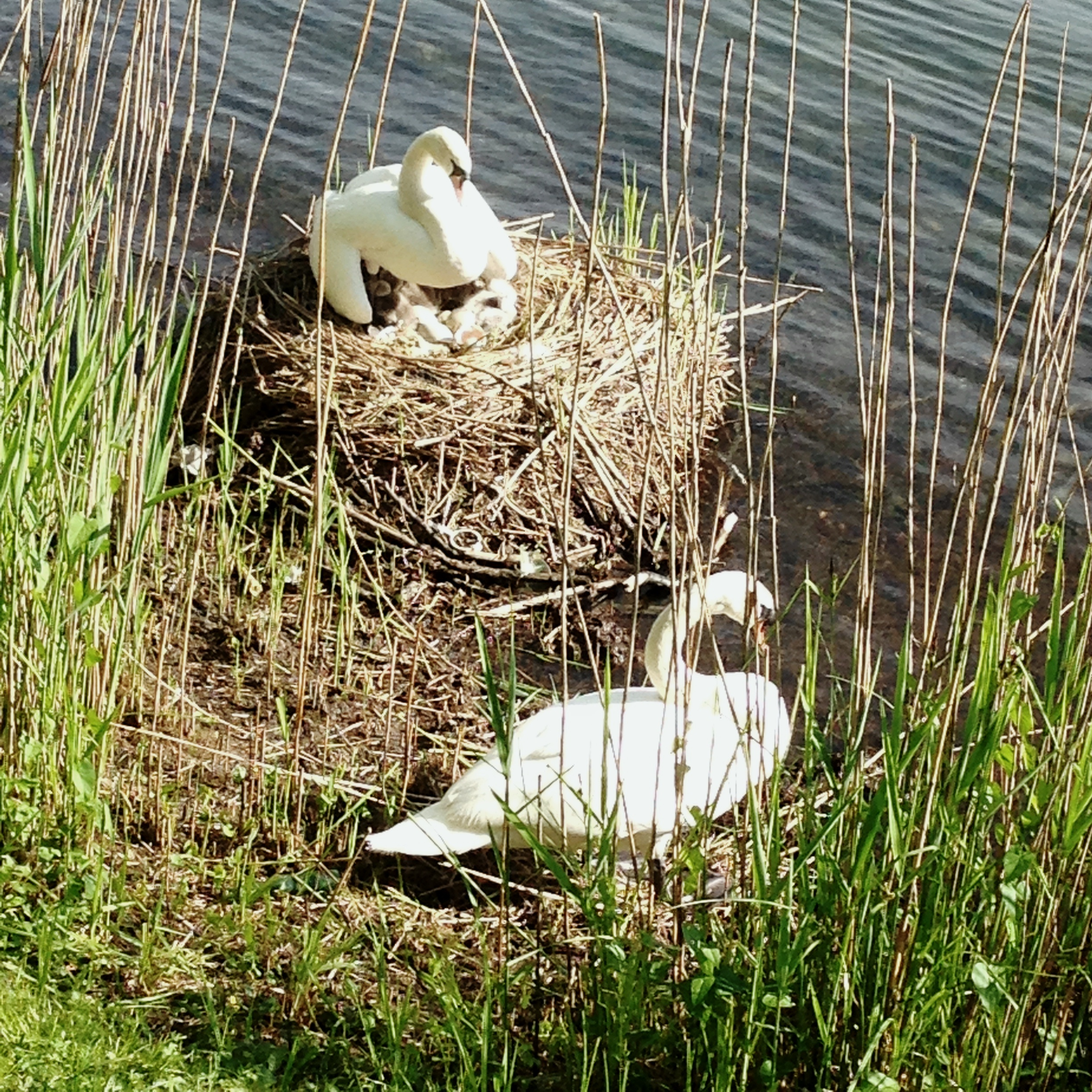
La femmina cova le uova che si stanno aprendo mentre il maschio fa la guardia

I cigni generalmente formano coppie monogame che restano tali tutta la vita, si riscontrano tuttavia casi di separazione (per esempio in caso di infertilità o di decesso del partner) e in alcune specie l'unione a vita è meno frequente che in altre. Essendo generalmente un animale monogamo, risente della separazione dal partner. Nidificano tra i canneti, dove la femmina cova per circa un mese da 4 a 8 uova azzurrognole, mentre il maschio fa la guardia al nido. Alla nascita e fino al raggiungimento dell'età adulta il cigno mantiene un piumaggio in genere di colore grigiastro, bianco sporco, più mimetico di quello vistoso degli adulti.
Il cigno può essere molto possessivo riguardo al territorio nei confronti dei suoi simili, dando luogo occasionalmente a scontri interni allo stormo o verso altri esemplari, che terminano a volte senza conseguenze per i cigni in lotta, altre con la cacciata di qualche esemplare dal gruppo, ma a volte accadono ferimenti anche gravi.
Quando vive in gruppo, il territorio può essere anche solo di pochi metri attorno al nido, tollerando i suoi simili in proporzione alle dimensioni e alla qualità dell'habitat complessivo a disposizione al di fuori della zona di cova, in relazione alle risorse alimentari fruibili e agli spazi accessibili senza pericoli per la coppia e la futura prole.

### Alimentazione

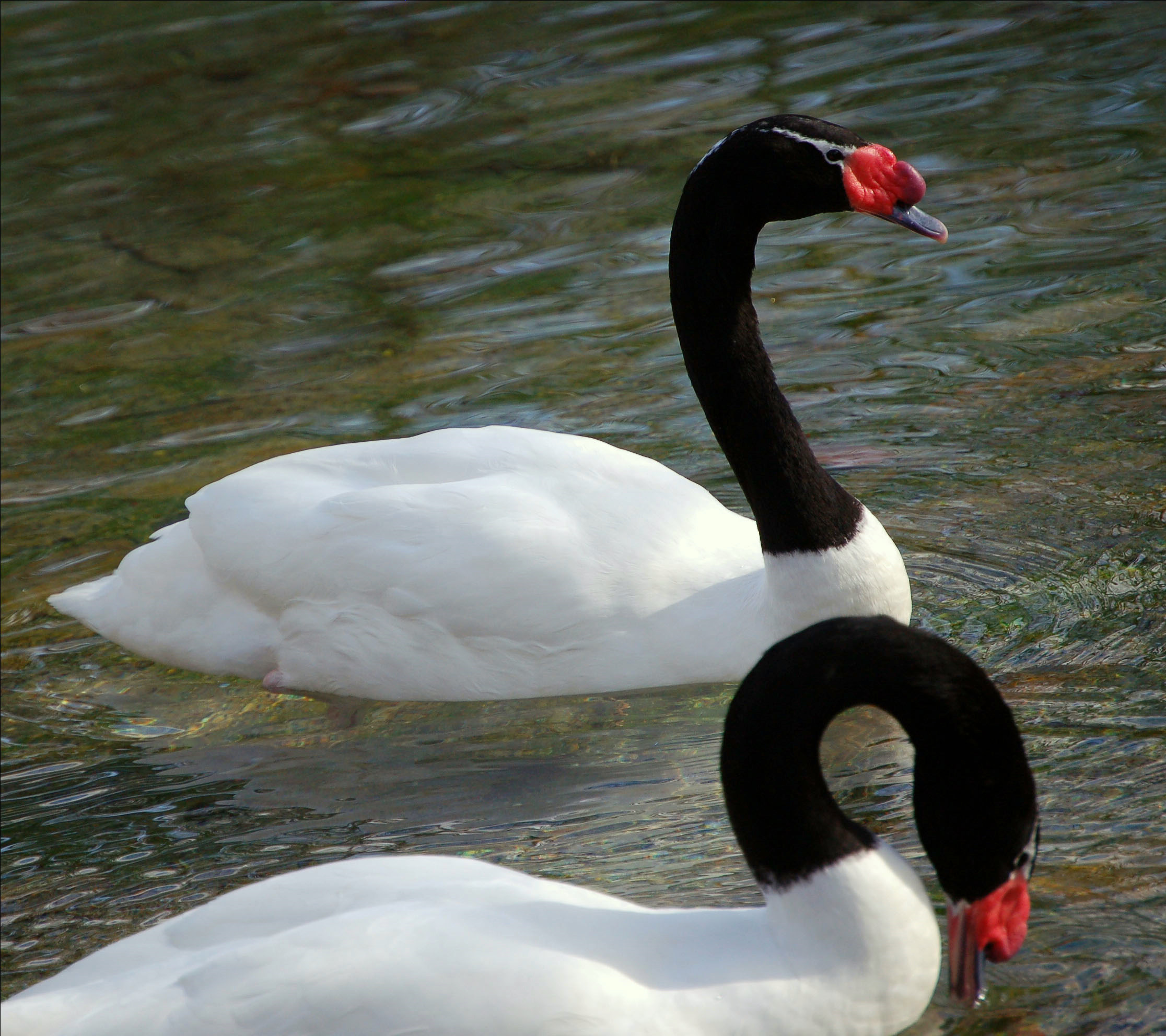
Due esemplari di Cigno collonero

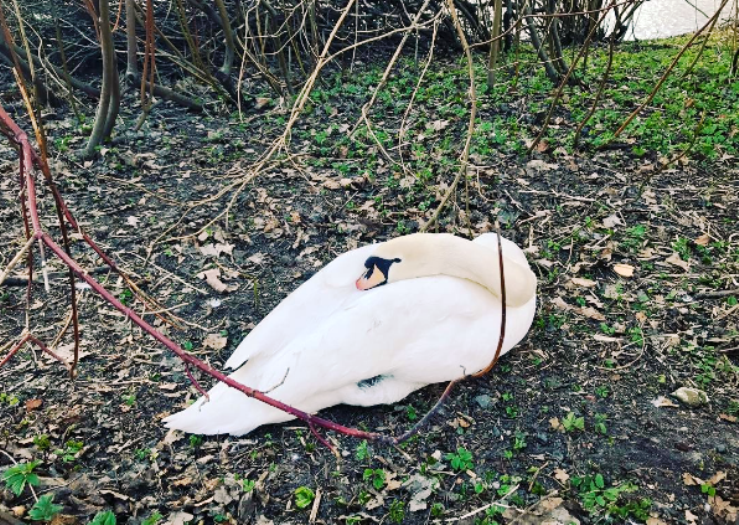
Esemplare di cigno reale che sonnecchia sulla terraferma

I cigni sono uccelli essenzialmente erbivori; si nutrono in prevalenza di piante acquatiche e palustri, che strappano dal fondo o dalle rive con il becco: tramite il lungo collo, infatti, a seconda della specie e dell'età, possono nutrirsi immergendo il capo fino a una profondità massima di circa 80 centimetri; a volte raggiungono profondità maggiori immergendo anche la parte anteriore del corpo, mentre quella posteriore viene elevata fuori - verticalizzando così tutto il corpo a testa in giù - usando le zampe per darsi slancio per arrivare in tale posizione e contemporaneamente mantenersi in equilibrio in tale assetto.
Possono anche camminare sulla terraferma lungo le rive, cibandosi così di erbe, foglie e semi, evitando comunque di allontanarsi molto dall'acqua. Il ricorso all'erba quale cibo è particolarmente elevato da parte degli esemplari appena nati, fino al cambio del colore del piumaggio - da quello giovanile a quello adulto.
Da adulti possono arrivare a mangiare fino a 3,5 – 4 kg (peso umido) di vegetazione acquatica al giorno; per aiutare la digestione, talvolta ingeriscono delle piccole quantità di sabbia, che nel loro intestino ne facilita la triturazione. La dieta non è strettamente vegetariana: infatti, insieme alle erbe, ingurgitano anche un buon numero di piccoli animaletti acquatici a esse associati (crostacei, larve d'insetti e piccole lumache).
Mediamente moderati nell'assunzione di cibo (non mangiano oltre misura, mantenendo così il peso-forma necessario all'involo), al contatto con l'uomo sono invece pericolosamente ghiotti di pane, che sebbene sia comunque alimento non nocivo per gli esemplari adulti (purché sia sempre commestibile anche per l'uomo - mai ammuffito - in quantità non elevata, e fornito ammorbidito nell'acqua in piccoli bocconi), ha invece effetti anche letali nei cigni appena nati e potenzialmente gravi negli esemplari ancora giovani, che nei primi 3-4 mesi di vita rischiano di diventare di mole eccessiva rispetto alla portata delle zampe ancora in fase di sviluppo, nonché di favorire una pericolosa crescita in direzione errata di parte del piumaggio, analogamente ancora in formazione.
L'eventuale dannosità del pane quale nutrimento per i cigni adulti è oggetto di dibattito, benché i sostenitori della tradizionale usanza affermino che gli eventuali problemi siano causati solo da una quantità eccessiva o se il pane costituisse la fonte principale della loro alimentazione, giacché i cigni - una volta sazi - smettono di nutrirsi (in merito a ciò si ritiene particolarmente dannoso il pane bianco, al cui posto è relativamente preferibile il pane integrale - "pane marrone" - o crostini integrali sbriciolati/spezzettati nell'acqua); il danno sarebbe invece tale e soprattutto grave se invece di pane fresco - o comunque commestibile anche dall'uomo - venisse dato ai cigni pane ammuffito: particolare pericolo per la salute e la vita dei cigni è infatti rappresentato dal pane raffermo e ammuffito, poiché la muffa è per loro velenosa.
In ogni caso più utile alla salute dei cigni si ritiene sia fornirgli eventualmente quale cibo (sempre misto a buone quantità d'acqua) verdure crude come lattuga romana (Lactuca sativa L. var. longifolia) o il più piccolo lattughino verde/biondo (Lactuca sativa var. crispa), carote tritate, broccoli a pezzettini, bietola da foglie (erbetta, silverbeet-swiss chard), ma anche Mais spezzato per volatili (cracked corn Archiviato il 15 maggio 2013 in Internet Archive.; non fornire mais a chicchi interi), patate lessate (o crude, tagliate in piccolissimi cubetti ovvero tritate), riso cotto, legumi lessati (come i piselli spezzati - ma mai legumi crudi), mix di cereali idonei e in generale quanto più si avvicina alla loro dieta erbivora naturale.
Bisogna evitare di fornire ai cigni un'alimentazione con molte proteine - come mangime per tacchini o simili - perché, se in eccesso, potrebbero portare a delle gravi alterazioni nello sviluppo del piumaggio dei cignetti durante la crescita (Angel Wing), con possibile relazione a eventuali eccessi di proteine che abbiano interessato anche i genitori degli esemplari in questione; la deformazione - consistente in una crescita in direzione errata di parte del piumaggio e riscontrata in diversi tipi di uccelli acquatici - è riconducibile anche ad una carenza di vitamina E, vitamina D e manganese nella loro alimentazione, ma può essere fermata e fatta regredire ad uno stato regolare intervenendo per tempo sulle penne interessate e riequilibrando l'alimentazione dei volatili.
Poiché i cigni sono privi di denti, è necessario fornir loro esclusivamente cibo sminuzzato in bocconi piccoli e ammorbiditi - con sempre acqua a disposizione, a parte o mista al cibo - in modo da rendere possibile l'agevole deglutizione senza masticazione (per esempio, le foglie di lattuga vanno spezzettate in ritagli di circa 2 × 2 cm, poiché intere sono troppo grandi e coese, rispetto alla più morbida vegetazione acquatica di cui i cigni si nutrono abitualmente; quando si cibano autonomamente di vegetali, direttamente dal terreno in cui crescono, ne strappano infatti con il becco solo un pezzettino alla volta dalle singole foglie del ciuffo, grazie alla resistenza contrapposta dal radicamento di quest'ultimo). Mai servire i cibi cotti se ancora molto caldi (sì caldo-tiepidi, specialmente in inverno), no crackers, patatine e similari snack salati. Fornire eventuali assaggi di frutta in piccoli bocconi morbidi, togliendovi torsoli, noccioli, semi e bucce (in particolare sono nocivi per i cigni i semi di mela).
In cattività spesso il cibo viene servito in un capiente contenitore di legno e plastica, che può essere posato in terra vicino alla riva oppure messo a galleggiare sull'acqua.
Si tenga conto che se i cigni vi identificano quali portatori di cibo per loro, possono accogliervi e venirvi incontro con molto entusiasmo, il che tuttavia - analogamente a quanto fanno altri animali quando gli viene portato del cibo - potrebbe trasformarsi in un'involontaria impaziente "aggressione al cameriere", cosa che, vista la mole dei cigni quando si ereggono aprendo le ali e allungando il collo, potrebbe spaventare, specialmente bambini o altre persone di bassa statura; è bene dunque predisporre l'eventuale cibo per loro rapidamente, prima che ci raggiungano, per mettersi da parte mentre si nutrono.
Nei pressi dei luoghi frequentati dai cigni è possibile trovare dei cartelli che fanno divieto di fornirgli del cibo, ciò principalmente per il fatto che se di tipo inidoneo potrebbe danneggiare la loro salute, nonché, se relativi ad esemplari in cattività, anche perché questi dovrebbero di norma essere già accuditi al riguardo dal personale preposto: si tenga quindi conto di tali eventuali cartelli di divieto, considerando inoltre che per natura i cigni allo stato libero sono autosufficienti, ovvero che fornirgli senza bisogno costanti risorse alimentari, ulteriori a quelle da loro accessibili autonomamente, li esporrebbe al rischio di diventarne invece pericolosamente dipendenti; altresì un eventuale apporto di cibo ai cigni da parte dell'uomo può essere tuttavia talvolta comunque opportuno, come per eventuali esemplari feriti, debilitati o finiti al di fuori del loro habitat e per esemplari dove questo sia stato ridotto o compromesso dall'essere umano - particolarmente in caso di condizioni climatiche innaturali o eccezionali.
Si vedano anche le singole voci per ogni specie di cigno.

## Rapporti con l'uomo

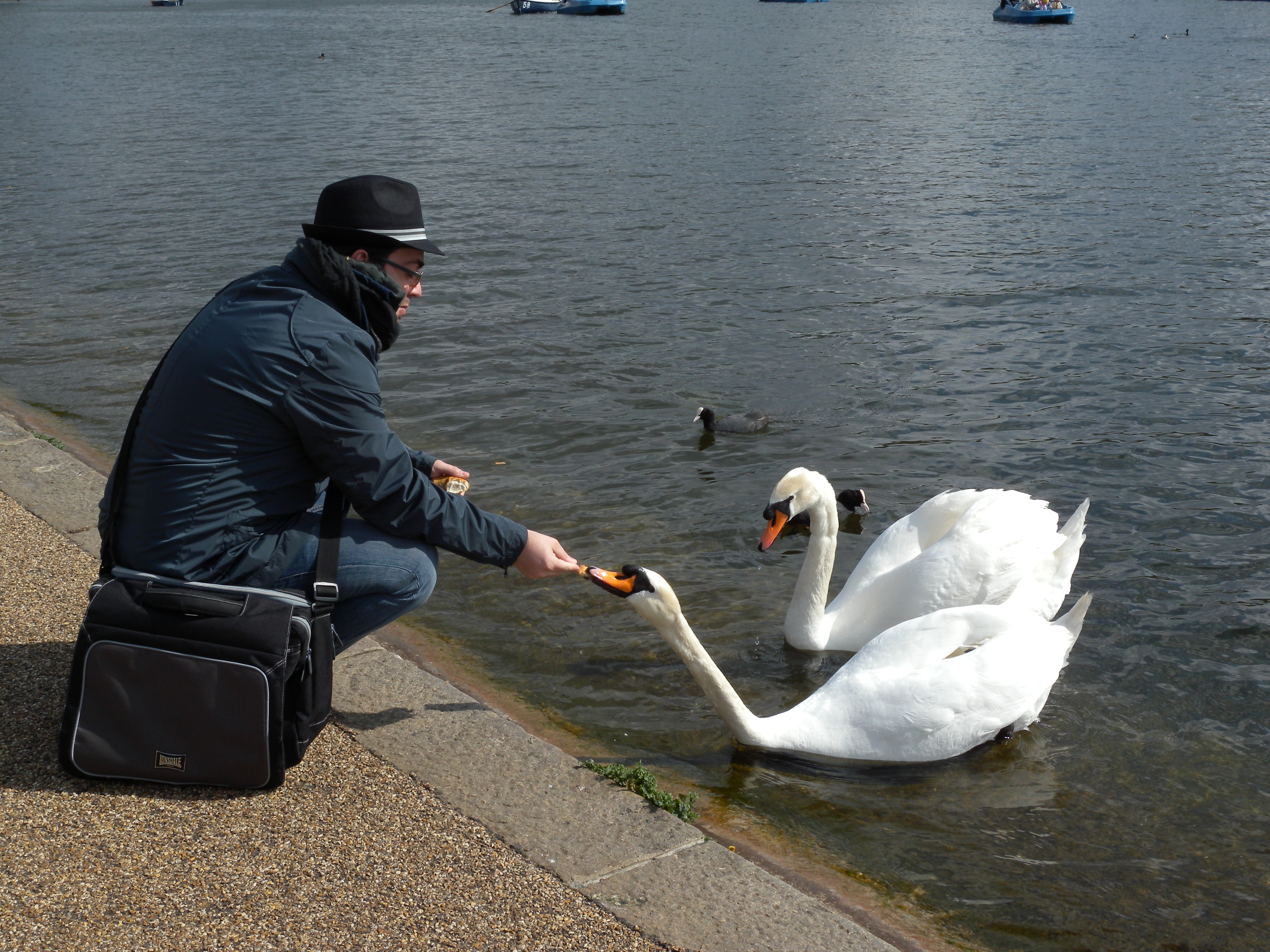
Un passante dà da mangiare a due esemplari di cigno reale presso Hyde Park a Londra

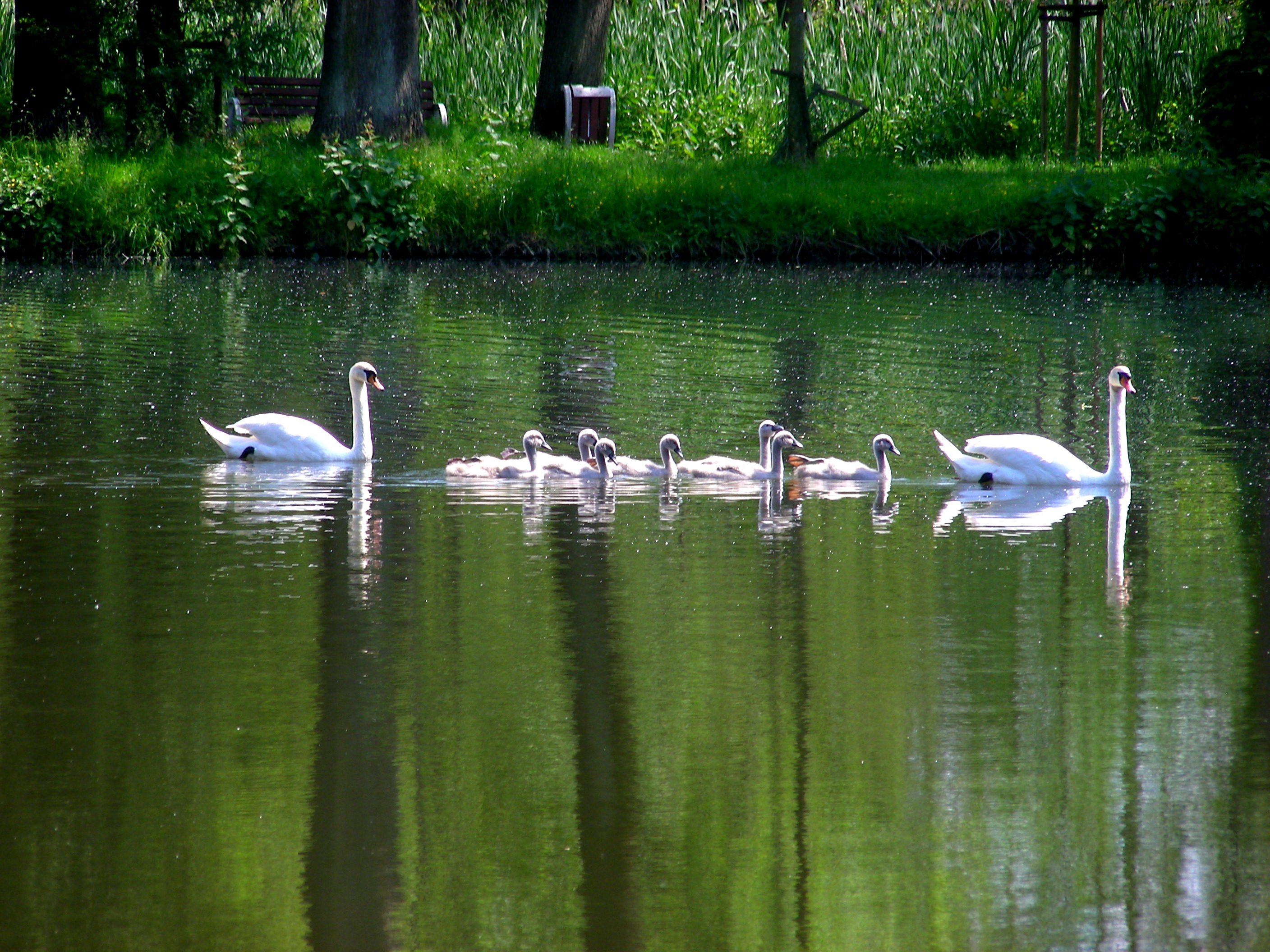
Cigno reale, "Park di Potulicki", a Pruszków, Polonia, 3.giugno 2022

Anticamente il cigno bianco, i cigni esotici nero e collo nero, quello selvatico e il minore erano allevati a scopi alimentari. Attualmente sono specie protette nei vari paesi.
I cigni, quali animali erbivori, sono di per sé inoffensivi nei confronti dell'uomo, arrivando spesso a socializzare spontaneamente; tuttavia anche gli esemplari più avvezzi all'eventuale contatto con gli esseri umani, come quelli presenti negli specchi d'acqua dei parchi delle ville d'epoca aperte al pubblico, giardini botanici, etc., possono talvolta diventare estremamente aggressivi e pericolosi, ad esempio per difendere sé stessi o il territorio (il nido, il partner, la prole) o se percepiscono come ostile l'avvicinarsi di qualcuno o qualche animale (per esempio di cani) che sono da tenere prudentemente al guinzaglio in presenza di cigni, per il bene di entrambi.
In caso si abbia poca o nulla esperienza di incontri di cigni, è bene evitare di avvicinarli molto – sia che si trovino in cattività che allo stato libero – e tantomeno cercare di toccarli (cosa che infatti percepiscono generalmente come attacco/pericolo); tenere a mente al riguardo che subire la reazione aggressiva di un cigno o un suo attacco come ad esempio per eccessivo avvicinamento a lui o alla sua prole, può produrre gravi conseguenze (anche legali nel caso il cigno riportasse eventuali lesioni a causa del comportamento improprio altrui).

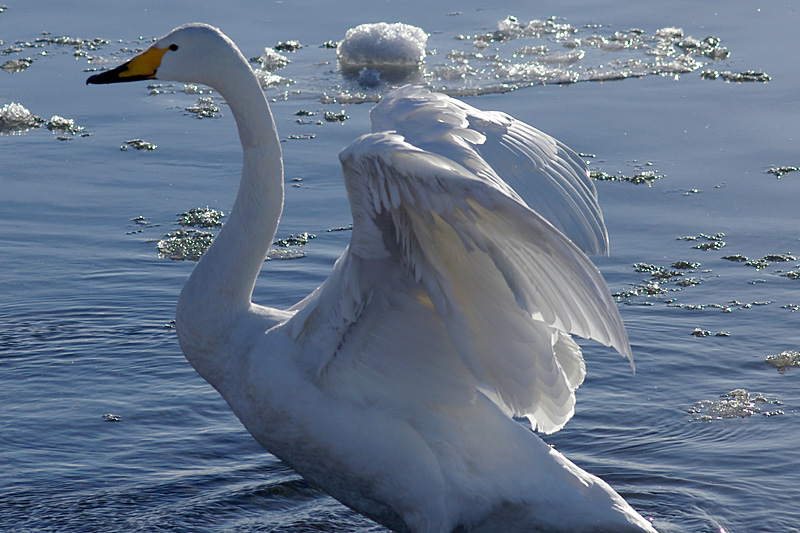
Esemplare di cigno selvatico

In cattività sono ospiti di zoo, parchi naturali, orti botanici e grandi residenze dotate di vasti spazi e specchi d'acqua più o meno naturali. Le piante adiacenti alle zone frequentate dai cigni possono subire da questi qualche piccolo danno, qualora ne trovino le foglie di loro gusto come cibo.
Il mantenimento in cattività di un palmipede necessita un adeguato specchio d'acqua e un terreno abbastanza vasto da contenerlo. La profondità dello specchio d'acqua dev'essere per circa la metà variabile tra gli 80 e i 120 cm (tale cioè da permettere al cigno di nuotare distendendo completamente le zampe, nonché di poter raggiungere il nutrimento sui fondali grazie al collo), presentare zone anche più profonde (dove il cigno sarà più al sicuro da eventuali pericoli) e vaste aree meno profonde (in cui i cigni potranno nutrirsi degli elementi del fondale con minor dispendio di energie); presentare rive per lo più scoscese (alte 50 cm su livello dell'acqua e che diano ospitalità a vegetazione) con 2 o 3 spiagge erbose diradanti fin appena dentro l'acqua (50 cm dalla riva), in modo da consentire l'uscita e rientro nell'acqua ai cigni. Nella parte centrale del bacino è bene che siano presenti dei piccoli isolotti con coste basse - separati di un'adeguata misura dal perimetro del lago tramite acqua profonda - di modo che i cigni possano ritirarvisi in autonomia quale luogo sicuro e più appartato, utile ad esempio per costruirvi il nido (sopra o a ridosso).
Un parco destinato a ospitare un cigno va recintato con una rete interrata per evitare la fuga degli animali o l'intrusione di potenziali animali ostili (come volpi o cani). Infine bisogna prevedere l'esistenza d'uno o più ricoveri, in legno o muratura, alti un metro o più, dove i cigni possano rifugiarsi durante le intemperie e deporre e covare le uova.
Poiché per impedire al cigno in cattività di prendere il volo vengono spesso utilizzate pratiche per debilitarne le ali (altri espedienti fisici sono reti aeree con gabbie perimetrali, una ridotta o inidonea superficie per prendere velocità, ovvero ostacoli verticali intorno all'area di stazionamento che ne impediscano la traiettoria di volo), è preferibile tutelare i luoghi già frequentati abitualmente dai cigni allo stato libero, quelli dove giungono ciclicamente e realizzarne di nuovi idonei allo scopo.
L'eventuale ristrutturazione di spazi preesistenti in cui vivono soggetti in cattività da tempo, volto a consentire libero accesso e dipartita a cigni allo stato libero, dovrebbe tenere conto che i cigni vissuti in cattività - e in isolamento forzato dai propri simili - con un eventuale arrivo di nuovi cigni potrebbero attivarsi - o essere forzosamente coinvolti - in lotte per il territorio, nelle quali correrebbero però il rischio di avere la peggio a causa della debilitazione delle ali, senza la possibilità di desistere volando eventualmente altrove.
Altresì è possibile utilizzare le strutture in passato utilizzate come zoo per i cigni impediti artificiosamente al volo per dare ricovero ad eventuali esemplari infortunati, senza dimenticare che il cigno è un animale monogamo che risente della separazione dal partner.

## Distribuzione e habitat

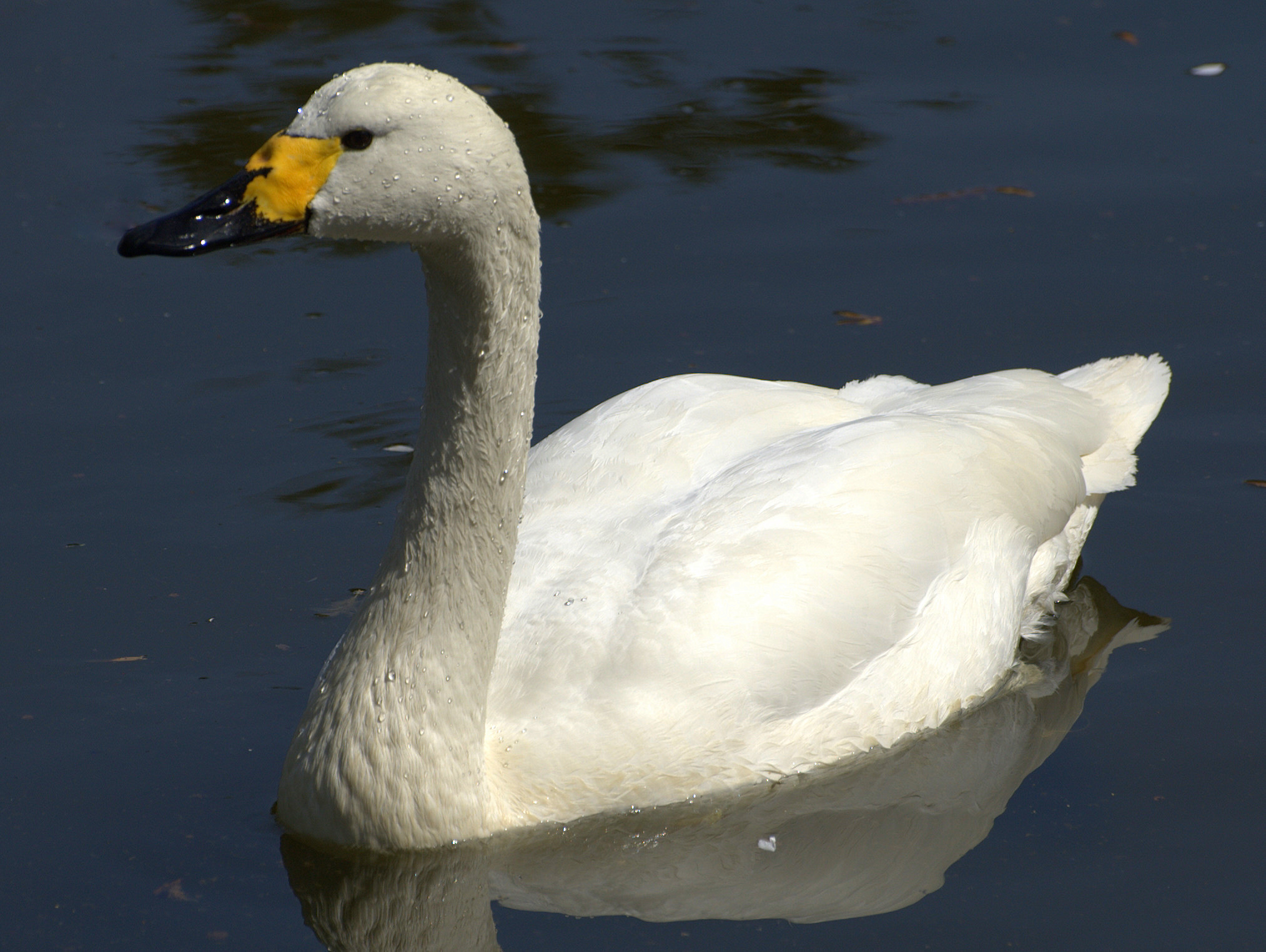
Cigno minore Bewickii

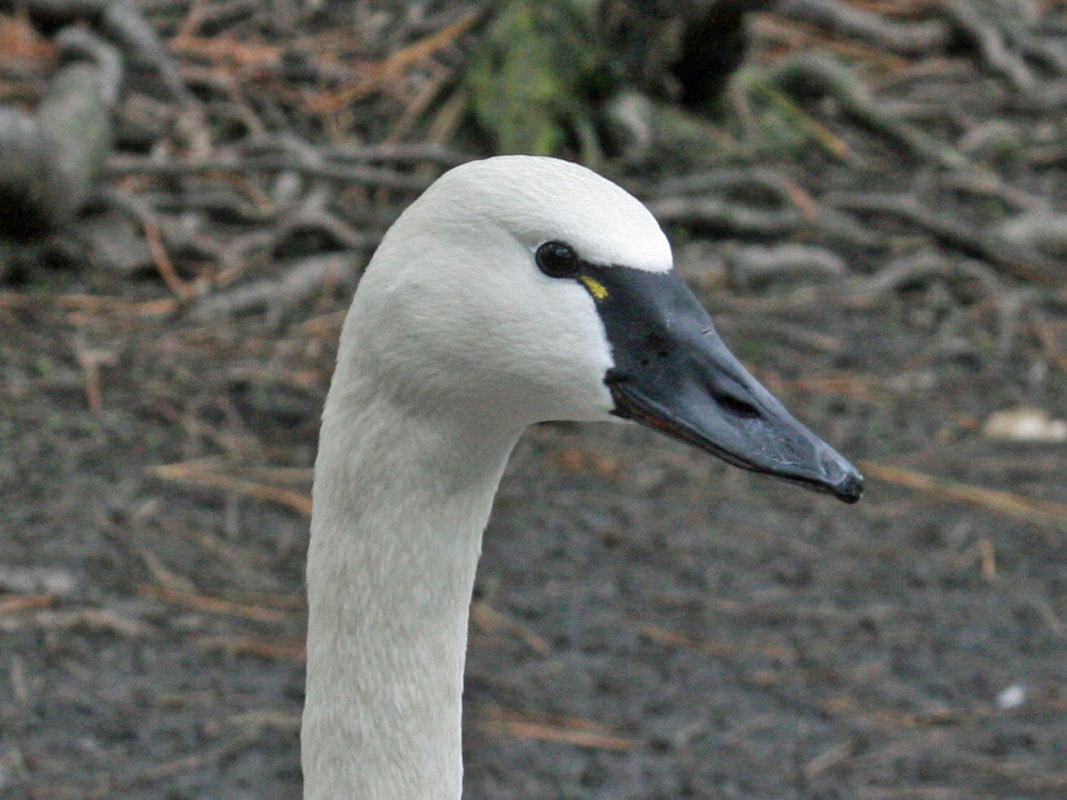
Cigno minore fischiatore

Il genere Cygnus è presente con varie specie in varie parti del mondo, elencabili per area geografica/emisfero in cui sono maggiormente diffusi.
Il cigno coscoroba viene considerato genere a sé stante, così come i vari cigni minori dell'emisfero nord vengono considerati unitamente quali sottospecie di Cygnus columbianus.
- Emisfero nord - Eurasia:
  - Cigno reale (o cigno muto - Cygnus olor, con l'apparente sottospecie Cygnus immutabilis[24] - Polish Mute Swan[25])
  - Cigno selvatico (o canoro/musico - Cygnus cygnus)
  - Cigno minore (Cygnus columbianus bewickii)
  - Cigno di Jankowski (o cigno minore dell'est - Cygnus columbianus jankowski[26][27])
- Emisfero nord - America Settentrionale
  - Cigno trombettiere (Cygnus buccinator)
  - Cigno fischiatore (cigno minore americano Cygnus columbianus columbianus[28])
- Emisfero sud - Zona australiana
  - Cigno nero (Cygnus atratus)
- Emisfero sud - America Latina
  - Cigno collo nero (Cygnus melancoryphus)
  - Cigno coscoroba (Coscoroba coscoroba)

Quale uccello acquatico, il Cigno vede il suo habitat naturale composto da zone umide ad acque basse e calme (dolci, salmastre ma anche salate). A livello internazionale tali habitat sono tutelati dalla Convenzione di Ramsar.

## Sistematica
Il genere comprende sei specie viventi:
- Cygnus atratus (Latham, 1790) - cigno nero
- Cygnus melancoryphus (Molina, 1782) - cigno collonero
- Cygnus olor (Gmelin, JF, 1789) - cigno reale
- Cygnus buccinator Richardson, 1831 - cigno trombettiere
- Cygnus columbianus (Ord, 1815) - cigno minore
- Cygnus cygnus (Linnaeus, 1758) - cigno selvatico

Sono note anche le seguenti specie fossili:
- Cygnus csakvarensis (del tardo Miocene, Ungheria) - formalmente Cygnanser
- Cygnus mariae (dell'inizio del Pliocene, Wickieup, USA)
- Cygnus verae (dell'inizio del Pliocene, Sofia, Bulgaria)
- Cygnus liskunae (della metà del Pliocene, Mongolia occidentale)
- Cygnus hibbardi (?dell'inizio del Pleistocene, Idaho, USA)
- Cygnus sp. (dell'inizio del Pleistocene, Dursunlu, Turkey: Louchart et al. 1998)
- Cygnus falconeri, Cigno gigante, (della metà del Pleistocene, Malta e Sicilia, Mediterraneo)
- Cygnus paloregonus (della metà del Pleistocene, WC USA) - include "Anser" condoni and C. matthewi
- Cygnus equitum (metà - tardo Pleistocene, Malta e Sicilia, Mediterraneo)
- Cygnus lacustris (tardo Pleistocene, regione del Lago Eyre, Australia) - formalmente Archaeocygnus

## Mito e religione
Il cigno, inteso come simbolo della luce per il suo candore senza macchia dalla credenza popolare dei Celti, attraverso l'antica Grecia e l'Asia minore fino alla Siberia, presso i popoli slavi e germanici, nei miti, nella tradizione popolare e nella poesia, non ha un ruolo particolare nella simbologia protocristiana. Nel tardo Medioevo il cigno divenne simbolo di Cristo, e lo si collegò con l'ultimo grido di Cristo sulla croce. Inoltre il cigno divenne attributo di San Cutberto, Ugo di Grenoble, Ugo di Lincoln e Lutgero.

## Curiosità
Il compositore Giuseppe Verdi fu soprannominato "il Cigno di Busseto".

## Galleria d'immagini

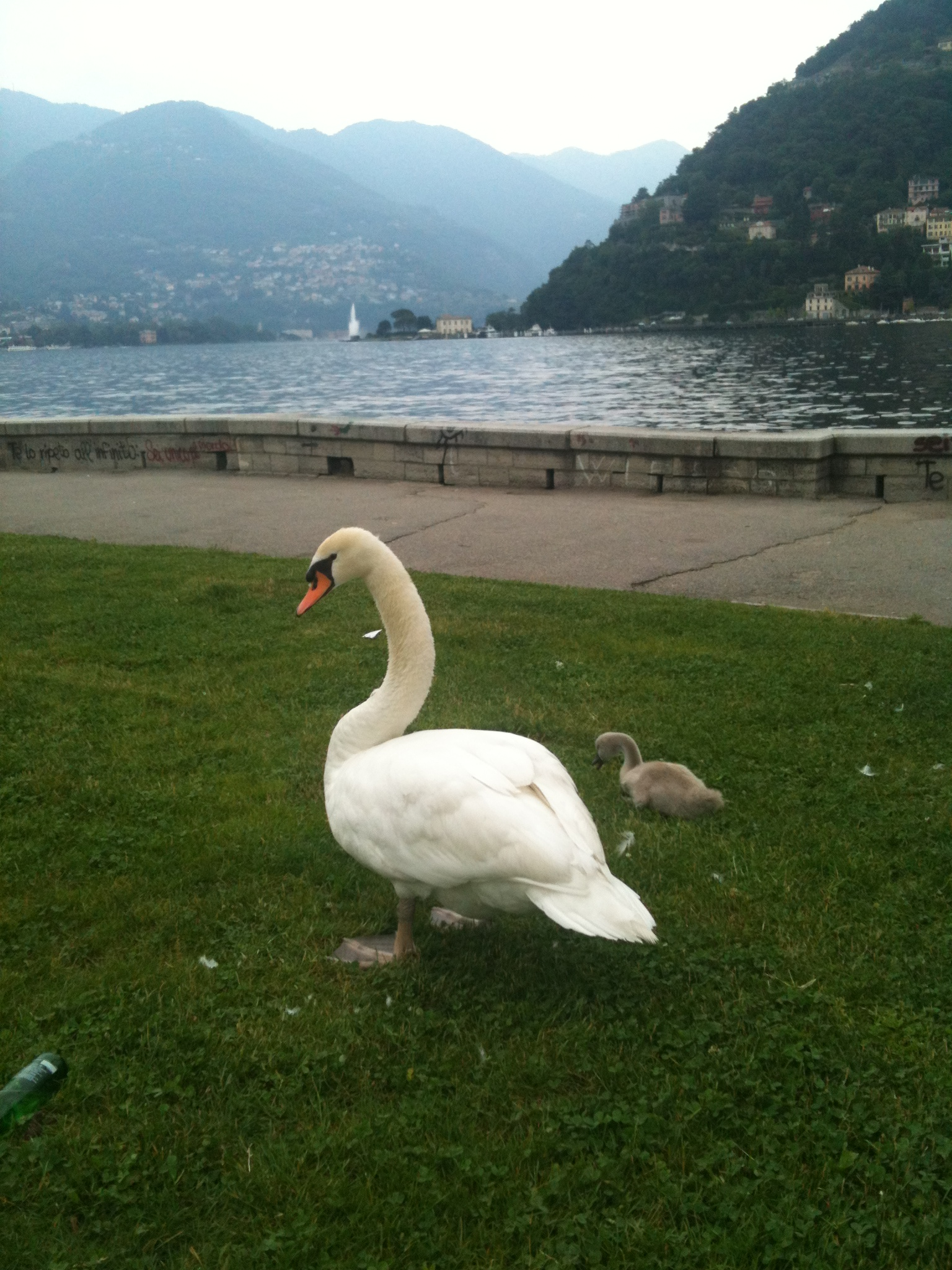
Cigno reale con prole presso Lago di Como, Italia
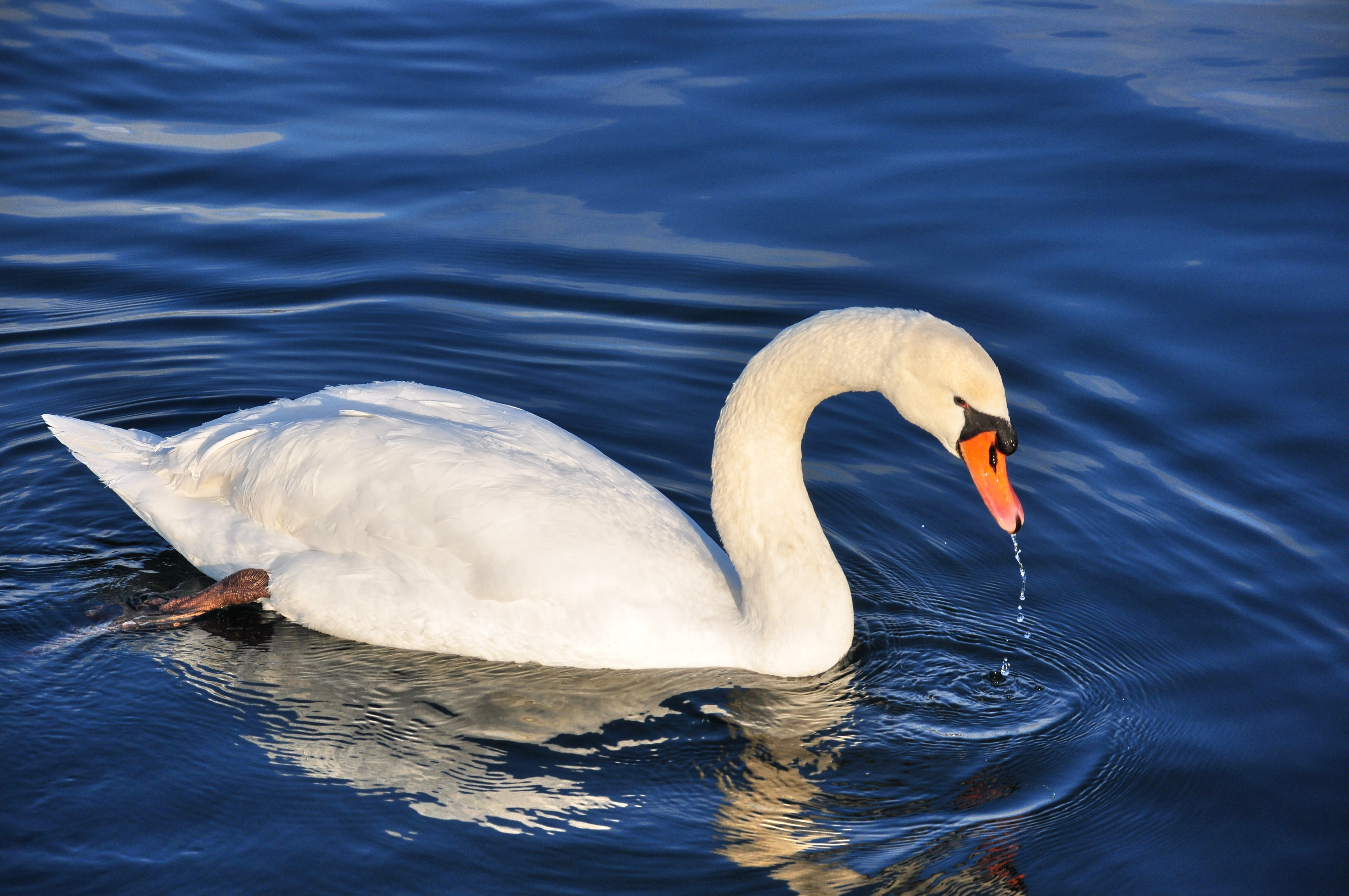
Cigno reale a Seedamm, Svizzera
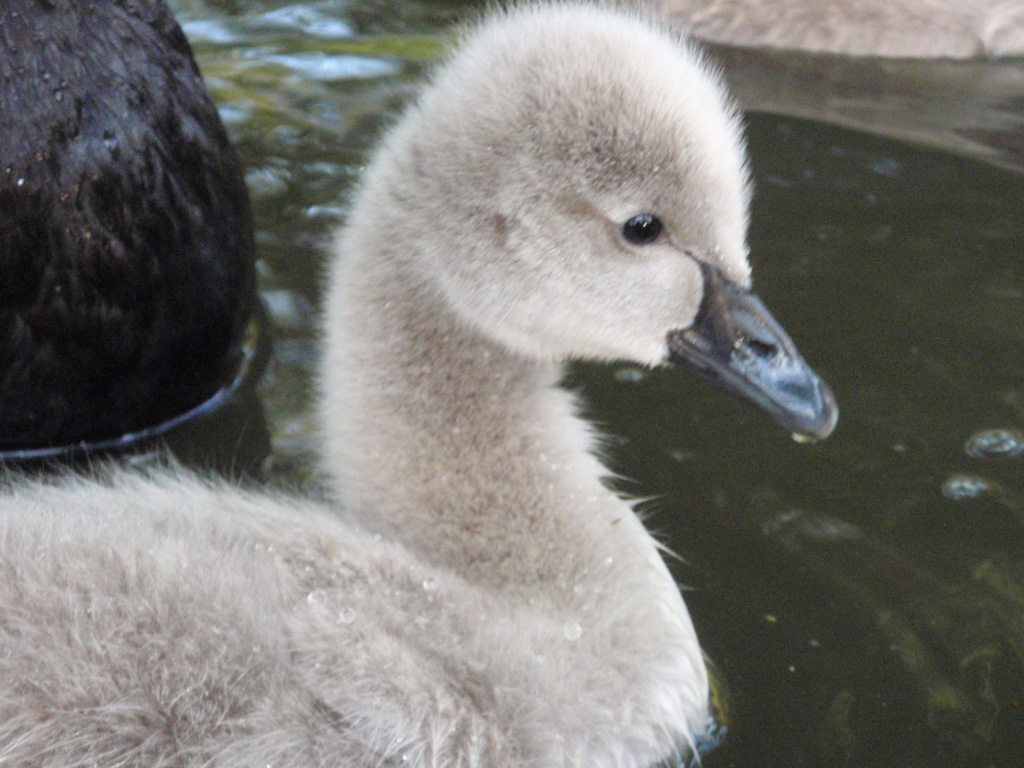
Piccolo di cigno nero a York, Regno Unito
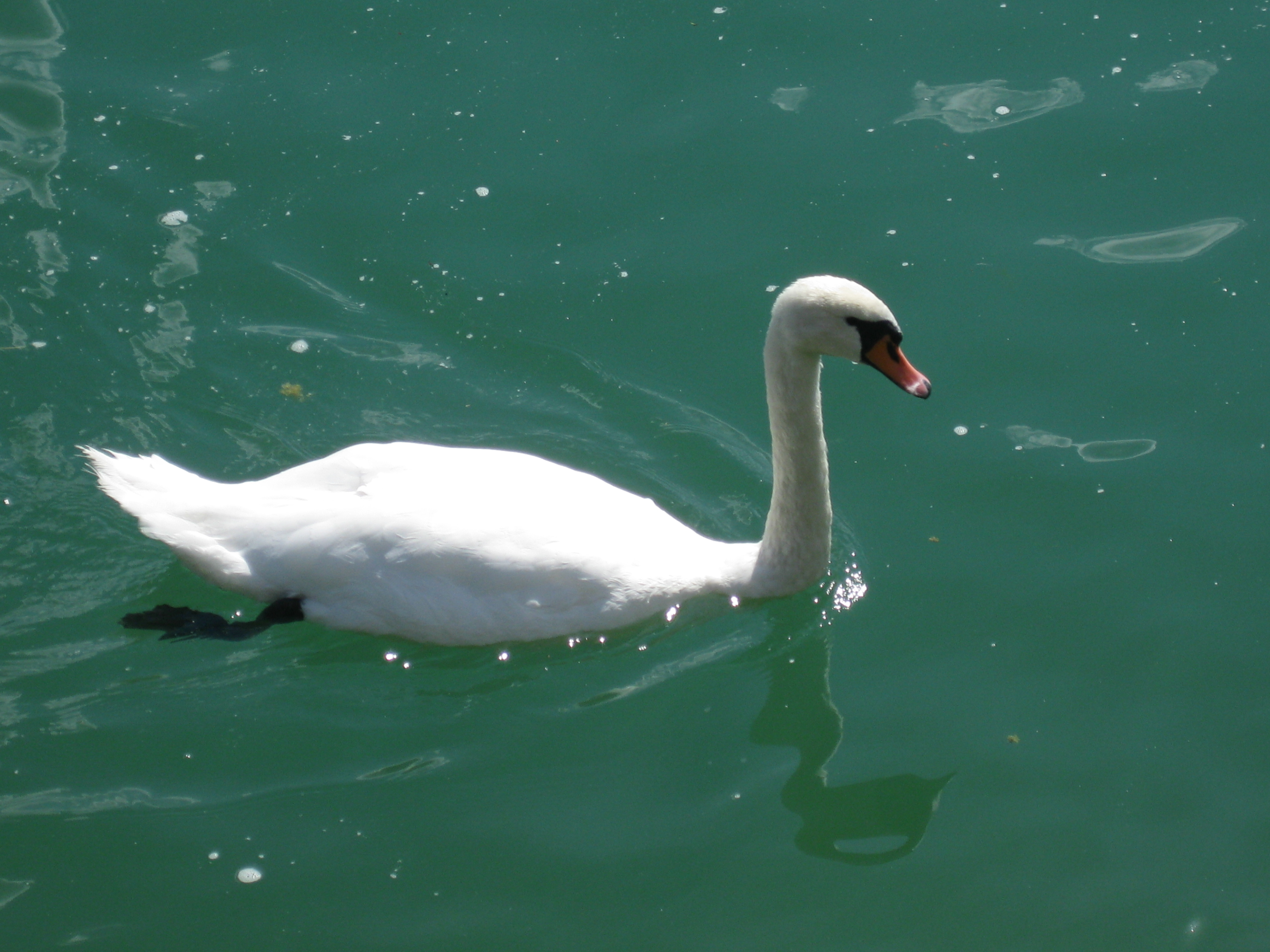
Cigno reale a Porlezza, Italia
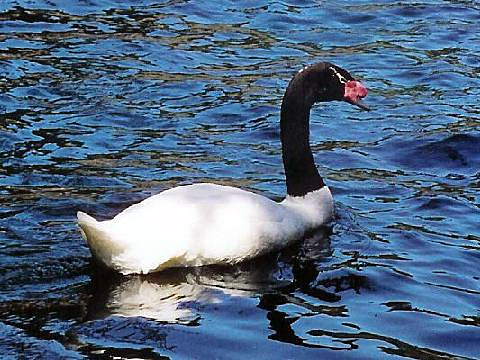
Cigno collonero a Buenos Aires, Argentina
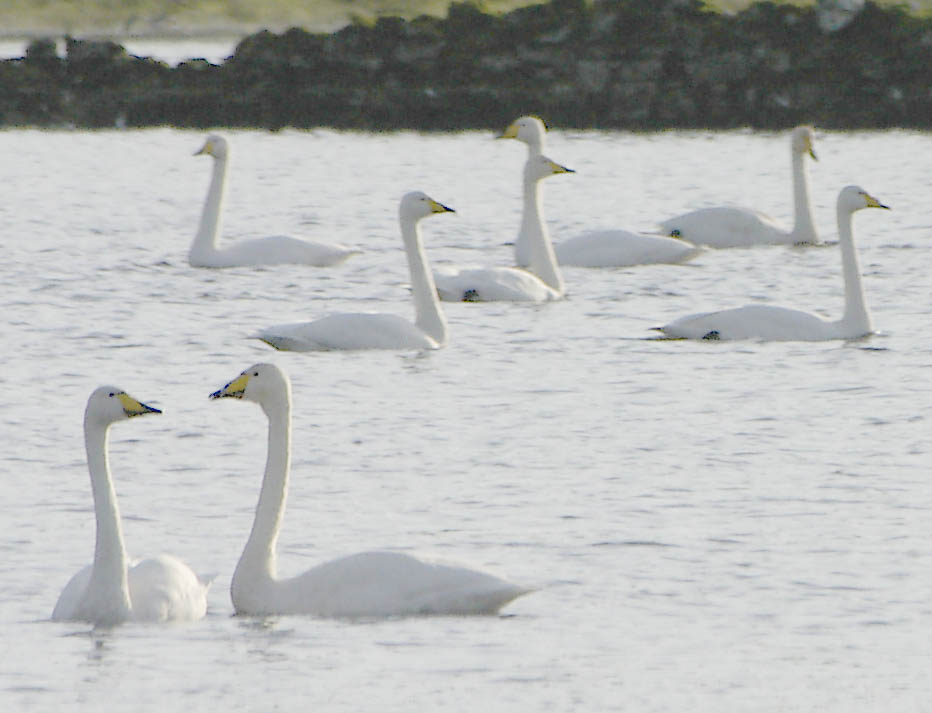
Cigni selvatici a Kilfenora, Irlanda
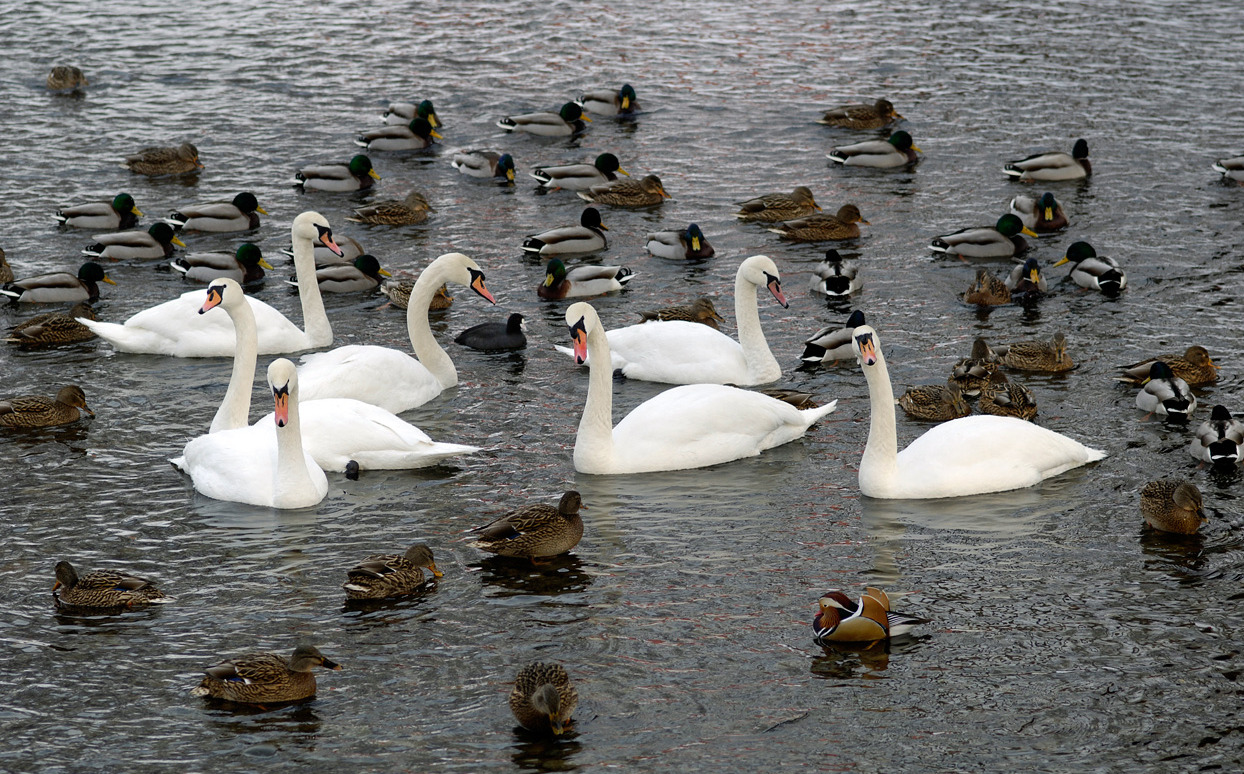
Colonia di cigni reali in Repubblica Ceca
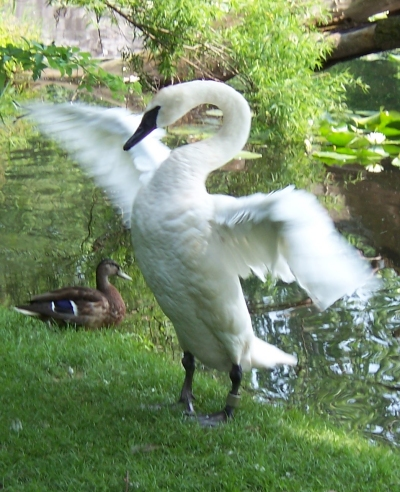
Cigno trombettiere a Battle Creek (Michigan), USA